# Торакоскопия

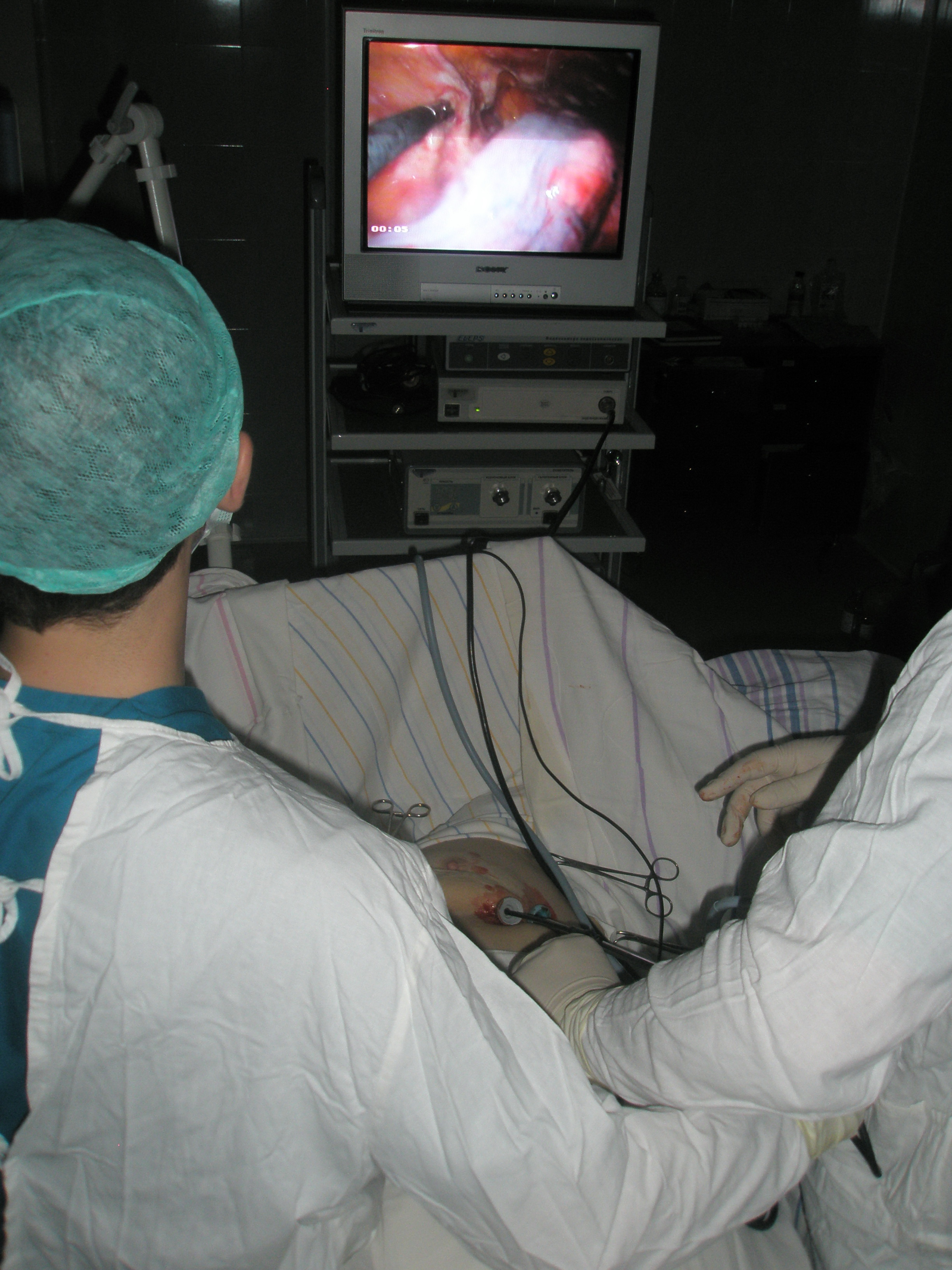
Видеоторакоскопия

Торакоскопи́я (видеоторакоскопи́я, ВТС) (от др.-греч. θώραξ — грудь и σκοπέω — смотрю, рассматриваю, наблюдаю) — метод эндоскопического обследования, заключающийся в исследовании плевральной полости пациента с помощью специального инструмента — торакоскопа, вводимого через прокол стенки грудной клетки.

## История

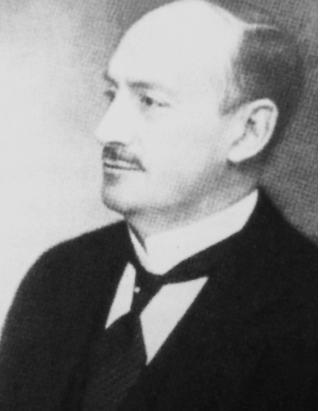
Ганс Христиан Якобеус (1879—1937)

Впервые плевральную полость с помощью эндоскопа в эксперименте осмотрел в 1901 году G. Kelling. В клинике в качестве диагностического метода торакоскопия впервые была выполнена шведским терапевтом-пульмонологом Гансом Христианом Якобеусом (1879—1937) в 1910 году при помощи цистоскопа для диагностики состояния плевральной полости у больных туберкулёзом. Позднее Якобеус сконструировал оптический прибор, получивший название торакоскопа, при помощи которого первоначально производил осмотр плевральной полости, и с 1910 по 1913 год он выполнил 89 торакоскопий. В 1913 году Якобеус модернизировал торакоскоп, присоединив к нему гальванокаутер, и начал использовать торакоскопию для пережигания плевральных сращений. В 1925 году он впервые выполнил прицельную биопсию плевры у больного мезотелиомой и сообщил о выполнении 120 торакоскопий у больных туберкулёзом лёгких. В этом же году П. А. Герцен выполнил первую в СССР торакоскопию при хронической эмпиеме плевры. В последующем она наиболее часто применялась во фтизиатрии для пересечения спаек путём гальванокаутеризации для формирования лечебного пневмоторакса. Однако внедрение в конце 50-х годов XX века эффективных противотуберкулёзных препаратов, а также развитие хирургии лёгких вызвали снижение интереса к лечебной торакоскопии, так как коллапсотерапия стала неактуальной в лечении туберкулёза. После этого торакоскопия использовалась в основном как диагностический метод при патологии плевры, травме грудной клетки и при воспалительных заболеваниях плевры и лёгких.
В 1966 году были изобретены системы стержневых линз, позднее появились волоконно-оптические кабели источников холодного света.
В 1976 году R.J. Lewis и соавторы, J. Deslaueriers и соавторы описали методику прямой диагностической торакоскопии, выполняемой при помощи медиастиноскопа, которая позволяла брать биопсию и определять распространённость мезотелиомы. В последующем для улучшения визуализации они одновременно пользовались сразу двумя медиастиноскопами, таким образом положив начало торакоскопической хирургии.
В 1986 г. была разработана работающая на микросхемах цветная видеокамера с высокой разрешающей способностью, что позволило транслировать изображение с окуляра торакоскопа на экран монитора. Благодаря этому за происходящим в плевральной полости мог наблюдать не только хирург, но и все его ассистенты, что позволило не только производить диагностический осмотр, но и выполнять полноценные оперативные вмешательства. Это послужило началом видеоторакоскопической хирургии.

## Преимущества перед открытыми операциями на грудной клетке
- малая травматичность;
- низкая частота осложнений;
- экономическая эффективность;
- косметический эффект;
- во многих случаях отсутствие необходимости нахождения больного в отделении реанимации;
- снижение потребности в анальгетических препаратах в послеоперационном периоде;
- уменьшение продолжительности послеоперационной реабилитации больного;
- высокая разрешающая способность камеры позволяет визуализировать на экране отдельные структуры с многократным увеличением.

## Показания
- доброкачественная периферическая опухоль лёгкого;
- единичный метастаз в лёгком;
- диссеминированный процесс в лёгком (биопсия лёгкого);
- медиастинальная лимфаденопатия (биопсия внутригрудных лимфоузлов);
- периферический рак лёгкого (T1-2N0M0);
- определение стадии рака лёгкого (биопсия внутригрудных лимфоузлов);
- спонтанный пневмоторакс;
- плеврит неясной этиологии;
- доброкачественная опухоль средостения;
- проникающие ранения грудной клетки (для исключения повреждения органов средостения, перикарда);
- в сомнительных случаях для решения вопроса о целесообразности выполнения торакотомии.
- эмпиема

## Противопоказания

### Общие
- непереносимость однолёгочной вентиляции;
- некорригируемая коагулопатия;
- острый инфаркт миокарда;
- острое нарушение мозгового кровообращения.

### Местные
- облитерация плевральной полости.

## Описание

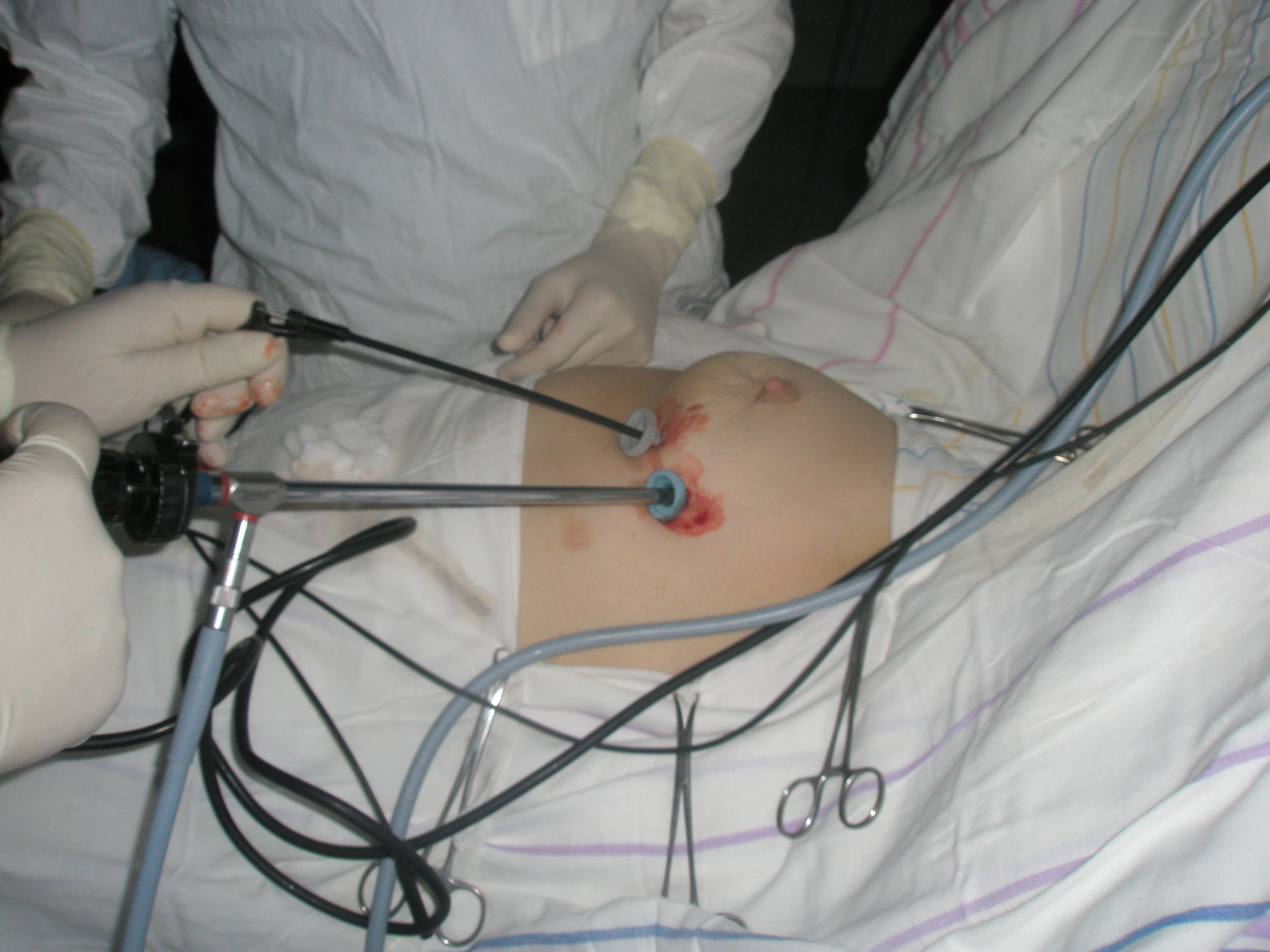
Видеоторакоскопическая операция

Метод обезболивания: Интубационный наркоз с возможностью выключать оперируемое лёгкое из вентиляции.
Положение больного на столе: На здоровом боку, рука на стороне операции приведена к голове.
Техника выполнения: Место введения троакара для последующего проведения через него торакоскопа определяется с учётом локализации наиболее выраженных патологических изменений в плевральной полости. Как правило, при торакоскопии любой из зон плевральной полости первый торакопорт устанавливается в V или VI межреберье по задней подмышечной линии. После выключения из вентиляции лёгкого на стороне операции производится гидравлическая препаровка межреберья с целью предупреждения повреждения элементов сосудисто-нервного пучка. Разрез кожи 1-2 см длиной, торакопортом проникают в плевральную полость. В случае облитерации плевральной полости после разреза производится разведение межрёберных мышц тупым путём, пальцем проникают в плевральную полость и разделяют спайки, после этого вводят торакопорт. Торакоскоп вводится через торакопорт, производится осмотр плевральной полости. В зависимости от планируемого вмешательства и локализации патологических изменений выбирается место для постановки второго, третьего и так далее торакопортов, что производится под визуальным контролем. Как правило, торакопорты располагают в виде равностороннего треугольника. Через дополнительные торакопорты вводится эндоскопический инструментарий. Производится основной этап видеоторакоскопического вмешательства, после окончания которого в места стояния торакопортов устанавливаются дренажи.

## Осложнения
Основными из них являются:
- болевой синдром;
- нагноение послеоперационной раны;
- кровотечение.